# يي جيانليان
يي جيانليان (بالصينية: 易建聯) مواليد 27 أكتوبر 1987 في غوانغدونغ، الصين، هو لاعب كرة سلة صيني بدأ مسيرته الاحترافية في سنة 2002 يلعب مع فريق غوانغدونغ ساوثرن تايغرز في الرابطة الصينية لكرة السلة ويحمل الرقم 9. يبلغ طوله 7 قدم 0 بوصة (2.1 م). مثّل منتخب بلاده. شارك في مسابقة كرة السلة في الألعاب الأولمبية الصيفية.

## فرق لعب لها
- غوانغدونغ ساوثرن تايغرز
- ميلووكي باكز
- بروكلين نتس
- واشنطن ويزاردز
- دالاس مافيريكس

## الميداليات
| الميدالية | المسابقة                       |
| --------- | ------------------------------ |
| ذهبية     | بطولة أمم آسيا لكرة السلة 2005 |
| فضية      | بطولة أمم آسيا لكرة السلة 2009 |
| ذهبية     | بطولة أمم آسيا لكرة السلة 2011 |

## روابط خارجية
- يي جيانليان على موقع الاتحاد الدولي لكرة السلة (الإنجليزية)
- يي جيانليان على موقع إن بي أي (الإنجليزية)
- يي جيانليان على موقع سبورتس رفرنس (الإنجليزية)
- يي جيانليان على موقع كرة السلة الأوروبية.كوم (الإنجليزية)
- يي جيانليان على موقع إي إس بي إن.كوم (الإنجليزية)
- يي جيانليان على موقع ريلجم (الإنجليزية)
- يي جيانليان على موقع بروبوليرز (الإنجليزية)
- يي جيانليان على موقع سبورتس رفرنس (الإنجليزية)
- يي جيانليان على موقع سبورتس رفرنس (الإنجليزية)
- يي جيانليان على موقع أوليمبيديا (الإنجليزية)